# Република Сърбия (1990 – 2006)
Република Сърбия е официалното наименуване на Сърбия от 1990 до 2006 г., по време на нейния престой първо в СФРЮ, след това в Съюзна република Югославия и по-късно в съюз с Черна гора.

## История
На 27 април 1992 г. е обявено създаването на Федерална република Югославия, в която са останали само Сърбия и Черна гора. Конституцията на СРЮ предвижда възможността за присъединяване към държавата на сръбските територии Хърватия и Босна и Херцеговина. Въпреки че са формирани съюзни органи, реалната власт остава в ръцете на президентите на двете републики, преди всичко на Слободан Милошевич. В същото време политическата и икономическата криза продължава да се задълбочава в самата Сърбия и международната изолация на страната нараства. Търговската блокада на Югославия, огромните военни разходи, притокът на около 540 хиляди сръбски бежанци от Хърватия и Босна и Херцеговина в страната довеждат до рязък спад на промишленото производство, увеличаване на безработицата и хиперинфлация. Средната месечна заплата в Сърбия в края на 1993 г. е била в еквивалент само на 13 германски марки. Тежката икономическа ситуация и заплахата от война допринасят за емиграцията от страната. Според някои сведения през 90-те години сочат, че около 300 хиляди млади хора са емигрирали от Сърбия. Междуетническите отношения остават напрегнати: автономията Косово и Метохия е значително ограничена през 1991 г., излъчването на албанските телевизионни канали и издаването на най-влиятелните вестници е спряно. Повече от сто хиляди албанци са уволнени, няколко десетки души са загиналиа в сблъсъци с полицията. В същото време през 1990 г. албанските сепаратисти обявяват създаването на независима република Косово и пристъпват към създаването на паралелни власти и въоръжени групи, които през 1996 г. са обединени в армия за освобождение на Косово. Поради дискриминацията и действията на паравоенните националистически групировки започва масова емиграция на мюсюлманите от Санджак в Босна и на унгарците в Унгария. В резултат на операция „Буря“ хърватската армия възвръща контрола си върху по-голямата част от територията на Република Сръбска Крайна, което довежда до изселването на около 230 000 сърби. През 1996 г. вътрешнополитическата борба се засилва в Сърбия. За първи път социалистите са победени на местни избори в няколко десетки градове в страната, като и губят коалицията от опозиционната партия „Единство“. Правителството не признава резултатите от изборите, което довежда до масови демонстрации в Белград и други градове в Сърбия срещу режима на Милошевич. На парламентарните избори през 1997 г. демократичната опозиция значително увеличава представителството си в събранието и Милошевич става президент на Югославия през 1997 г., а неговият сътрудник Милан Милутинович става президент на Сърбия.

## Име
След приемането на новата си конституция през 1990, Социалистическа република Сърбия се преименува на Република Сърбия. Тя е част от СФР Югославия заедно с още пет републики - Босна и Херцеговина, Македония, Словения, Хърватска и Черна гора. През 1991 година републиките започват да напускат Югославия с гражданска война и в състава ѝ остават само Сърбия и Черна гора. През 1992 Социалистическа федеративна република Югославия се преименува на Съюзна република Югославия. Република Сърбия запазва името си.

## Знаме и герб
- Преди 2004 г.
- Знаме на Сърбия до 2004 г.
- Герб на Сърбия до 2004 г.

- След 2004 г.
- Знаме на Сърбия след 2004 г.
- Герб на Сърбия след 2004 г.